# Michael Clemens
Michael Clemens (* 19. September 1968) ist ein ehemaliger deutscher Eishockeyspieler.

## Werdegang
Der Stürmer Michael Clemens gehörte ab 1985 zum Kader des Oberligisten EC Hannover. In der Saison 1987/88 wechselte er zum Ligarivalen Herforder EG, bevor er nach Hannover zurückkehrte. Für den EC Hannover absolvierte Clemens in der Saison 1988/89 15 Spiele in der 2. Bundesliga Nord, in denen er ohne Torerfolg blieb. Nach einem Jahr Pause schloss sich Michael Clemens 1990 dem Regionalligisten ESC Wedemark an, mit dem er in der Saison 1990/91 zunächst die Meisterschaft in der Regionalliga Nord feierte und anschließend noch den Aufstieg in die Oberliga Nord schaffte.
Mit Wedemark erreichte Clemens in den folgenden beiden Jahren jeweils den dritten Platz, bevor er 1993 zum Regionalligisten EHC Salzgitter wechselte. Mit Salzgitter schaffte er in der Saison 1994/95 den Aufstieg in die seinerzeit zweitklassige 1. Liga Nord und wechselte während der Saison 1995/96 zum Herforder EC in die 2. Liga Nord. Der Herforder EC musste seine Mannschaft am Saisonende zurückziehen. 1999 gelang Clemens mit dem Herforder EC der Aufstieg in die Oberliga Nord, dem der erneute Rückzug am Saisonende folgte. In der Saison 2000/01 ließ er seine Karriere in der 1b-Mannschaft des SV Brackwede 1b ausklingen.